# Cisy (Varmie-Mazurie)
Pour les articles homonymes, voir Cisy.
Cisy est un village polonais de la gmina de Prostki, dans le powiat d'Ełk, voïvodie de Varmie-Mazurie, au nord-est du pays.